# Heinrich III. von Geldern

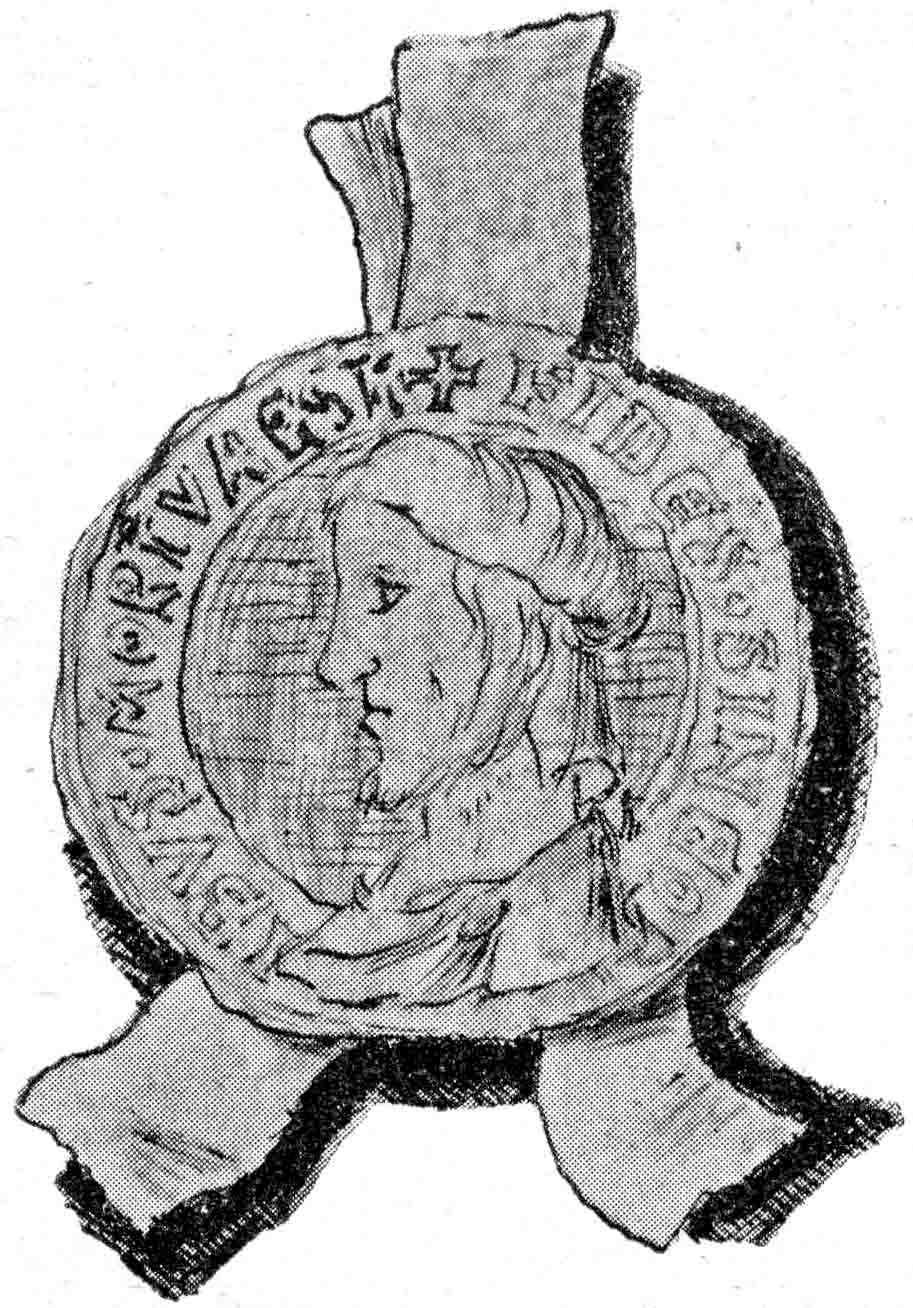
Nachzeichnung des Siegels von Heinrich III. von Geldern

Heinrich III. von Geldern (frz. Henri de Gueldre, nl. Hendrik III van Gelre) (* um 1215/1217; † 23. April 1285) war von 1247 bis 1274 Bischof von Lüttich. Er war von 1248 bis 1274 auch Abt von Stablo und Malmedy. Wegen seines unwürdigen und ausschweifenden Lebenswandels wurde er von Gregor X. abgesetzt.

## Leben
Er war ein Sohn von Graf Gerhard IV. von Geldern und dessen Frau Margarete von Brabant. Er war Bruder von Otto II. von Geldern.
Seit 1238 war er Propst des Stifts Xanten. Er war auch Kaplan und Anhänger von Papst Innozenz IV. Ihm wurde vom Erzbischof von Köln die Dompropstei in Utrecht und die Propstei in Deventer übertragen. Beide Stellen waren zuvor den bisherigen Inhabern aberkannt worden. Die päpstliche Bestätigung folgte 1246. Er überließ dem Stiftskapitel in Xanten 1247 die Einkünfte der Kellnerei. Kurze Zeit später gab er den Posten als Propst auf, weil er zum Bischof von Lüttich gewählt wurde.
Sein Bruder sowie der Herzog von Brabant unterstützten ihn, weil sie hofften, dass Heinrich seinen Onkel, den zum Gegenkönig gewählten Wilhelm von Holland, unterstützen würde. Diese Wahl war lange strittig. Mit Unterstützung des päpstlichen Legaten Pietro Capocci wurde Heinrich anerkannt.
Er setzte nach seiner Wahl für seine geistlichen Pflichten einen Weihbischof ein, was für das Bistum Lüttich unüblich war. Ein Grund war, dass der Elekt noch nicht das für das Bischofsamt nötige kanonische Alter hatte. Er selbst hat sich im Übrigen mehrere Jahre von der Weihe dispensieren lassen.
Bereits 1248 schloss er mit Herzog Heinrich von Brabant, seinem Bruder Otto von Geldern und dem Grafen Arnold von Looz ein Bündnis gegen mögliche Gegner.
Er unterstützte seinen Onkel Wilhelm von Holland bei dessen Streit mir den Staufern und wurde dadurch in kriegerische Verwicklungen einbezogen. Durch die Unterstützung seines Verwandten Wilhelm ist Heinrich in Geldnot geraten, so dass Papst Alexander IV. im gestattet für zwei Jahre alle Einkünfte von während fünf Jahre zur Erledigung kommenden Benefizien zu behalten.
Verschiedentlich tritt er alleine oder zusammen mit seinem Bruder und anderen als Schiedsrichter in Streitigkeiten auf. Im Jahr 1253 fällte er einen Schiedsspruch im Streit zwischen dem Erzbischof Konrad von Hochstaden und dem Grafen Wilhelm von Jülich. Im Jahr 1263 war er einer der Schiedsrichter im Streit zwischen Erzbischof Engelbert II. von Falkenburg und den Bürgern der Stadt Köln.
In seine Zeit fallen seit Beginn der 1250er Jahre schwere Auseinandersetzungen mit den Bürgern von Lüttich. Erst durch Vermittlung von Otto von Geldern wurde der Streit zunächst beigelegt. Aber der Unmut, auch als Erhebung des Heinrich von Dinant bezeichnet, dehnte sich auf andere Städte aus. In den Städten wurde die patrizische Führung beseitigt. Auf Veranlassung von Heinrich von Dinant wurden bewaffnete Bürgertruppen aufgestellt und die Städte schlossen ein Bündnis untereinander ab. Während des Aufstandes musste der Bischof Lüttich verlassen. Der Bischof musste mit Unterstützung seines Bruders und anderer Fürsten gegen seine eigene Untertanen Krieg führen. Schließlich mussten sich auch die Lütticher unterwerfen und das alte Regime wurde wiederhergestellt. Der Bischof versuchte mit dem Bau von Zwingburgen neuen Unruhen zu begegnen. Er konnte die kommunale Bewegung aber nicht wirklich unterdrücken.
Nachdem sein Onkel Wilhelm von Holland gestorben war, zwang ihn das Domkapitel 1258 zur Annahme der Weihen. Im Jahr 1266 löste er die verpfändete Stadt Mechelen und andere Besitzungen des Bistums aus. Die Bewohner von Mechelen weigerten sich ihn als Herr anzuerkennen und er versuchte vergebliche mit Waffengewalt sie zum Gehorsam zu zwingen.
Im Jahr 1269 regte sich erneut Unmut in der Lütticher Bürgerschaft. Wieder schlossen sich die anderen Städte dem Aufruhr an. Die Lütticher stürmten die bischöfliche Festung, auch Walburgistor genannt, in der starke bischöfliche Verbände stationiert waren. Zu Beginn der 1270er Jahre kam es erneut zu Konföderationen einiger Städte im Hochstift Lüttich.
Er führte ein mit dem Bischofsamt unvereinbares unzüchtiges und weltliches Leben. Der Bischof hatte mit seinen Mätressen eine Reihe von Nachkommen. Es kam zu einer förmlichen Anklage aus den Reihen der lütticher Bürgerschaft. Dem schlossen sich die anderen Städte an. Die Klagen wurden zunächst im Domkapitel eingereicht. Den Domherr, der die Anklage vortrug, misshandelte der Bischof schwer. Die Beschwerden der Bürger über den Bischof wurden Gregor X. vorgetragen, der den Bischof zunächst rügte und ihn zu einem würdevolleren Leben ermahnte. Sein Verhalten änderte Heinrich nicht. Er wurde 1274 vom Papst zum Konzil in Lyon geladen und als Bischof abgesetzt.